# Marosvásárhely-Északi pályaudvar
Marosvásárhely-Észak (románul: Târgu Mureș Nord), a helyi köznyelvben a Kisállomás a város északi részén (az úgynevezett Felsővárosban) és a 405-ös vasúti mellékvonalon helyezkedik el. 1886-ban nyitották meg az akkor elkészült Marosvásárhely–Szászrégen vasútvonalon.

## Története
A kiegyezés után lendületet vett Erdély közlekedési hálózatának kiépítése, a vasút pedig 1871-ben érte el Marosvásárhelyt; ekkor nyílt meg a Nagyállomás. 1886-ban a vasútvonalat Szászrégenig hosszabbították (majd ezt később Dédáig és Brassóig), és ebből az alkalomból nyitották meg a város északi részét kiszolgáló Kisállomást.
Neve kezdetben Maros-Vásárhely felsőváros volt, a román hatalomátvétel után Târgu Mureș Nord (Marosvásárhely-Észak; a táblán Marosvásárhely északi p.u. van feltüntetve).
Az elhanyagolt, tönkrement épületet 2020-ban felújították.

## Leírása
Az állomáson a 405-ös Székelykocsárd–Déda, nem villamosított vonal halad át, és csak személyvonatok állnak meg. Az állomásépület földszintes.